# Elm Creek (Texas)
Pour les articles homonymes, voir Elm Creek.
Elm Creek est une census-designated place située dans le comté de Maverick, dans l’État du Texas, aux États-Unis. Sa population s’élevait à 2 469 habitants lors du recensement de 2010.